# Operação Savana (1940)
A Operação Savanna ou Savannah (em português:  Savana) foi, durante a Segunda Guerra Mundial, a primeira missão do serviço de Ação em território francês organizada pela França Livre, em conjunto com o Executivo de Operações Especiais (SOE), com os meios da Força Aérea Real, para os lançamentos de paraquedistas, e os do Almirantado, para a recuperação da equipe por submarino.

## Protagonistas
Liderança
- Major "Passy", chefe do 2º Bureau (serviço de inteligência francês livre),
- Major R. H. Barry, Executivo de Operações Especiais.

Equipe de execução
A equipe foi formada por cinco soldados franceses da primeira companhia de infantaria aérea (em francês:  première compagnie d'infanterie de l'air), das FFL.
- Capitão Georges Bergé, comandante de companhia, chefe de equipe.
- Segundo Tenente Petit-Laurent,
- Sargento Forman,
- Sargento Joël Le Tac ,
- Cabo Renault.

## Preparação da missão
- Dezembro de 1940: O 2e bureau dispõe das seguintes informações:
  - Grande parte dos aviões que chegam todas as noites para bombardear Londres decolam do aeródromo de Meucon, perto de Vannes. Trata-se do Kampfgruppe 100 (que se tornou em 1941 o Kampfgeschwader 100), especializado em marcação de alvos por meio de feixes de luz.
  - As tripulações (pilotos e navegadores) ficam alojadas a poucos quilômetros de distância.
  - Todas as noites, à mesma hora, dois ou três autocarros vêm buscá-los ao seu acantonamento para os levar de Vannes ao aeródromo, seguindo um percurso constante que foi identificado.
- O Ministério da Aeronáutica britânico pede à SOE que organize uma emboscada para interromper a atividade desta unidade de bombardeio. Mas a seção F ainda não tem ninguém pronto. Enquanto assumiam o comando da operação, Colin Gubbins e Barry pediram paraquedistas franceses.
- O Major Barry (da SOE) e o Major “Passy” (do 2º Bureau) desenvolvem as condições para a realização de um golpe de mão que atacaria e destruiria os treinadores e os cem aviadores alemães que eles transportam: explosivos camuflados às pressas na estrada deterão o comboio, que será então atacado com metralhadoras e granadas. Para regressar a Inglaterra, a equipa será então recolhida por um barco de pesca francês que chegou a Londres, o La Brise.
- Os voluntários são recrutados na primeira companhia de paraquedistas das FFL.
- “Passy” obtém acordo de princípio do General de Gaulle sobre a operação.
- Os voluntários irão treinar na Escócia.
- 4 de fevereiro de 1941: “Passy” pede autorização ao General de Gaulle para usar o La Brise.[2]. O General imediatamente ficou violentamente irritado: “os ingleses querem dar ordens ao pessoal francês e utilizar os nossos barcos para operações sobre as quais sou avisado no último momento me colocando uma faca na garganta”. “Passy” salienta-lhe que isto é injusto, pois, um mês antes, deu-lhe o seu acordo de princípio, e que o seu papel consiste precisamente em estudar os problemas do seu ponto de vista técnico para poder apresentar uma solução pela qual ele apenas precisa decidir. Essa explosão de raiva veio, "Passy" soube mais tarde, do fato do Almirante Muselier, ao saber da operação pelos ingleses, ter vindo reclamar de não ter sido consultado para o uso do La Brise. "Passy" especifica nas suas memórias que sempre se entendeu que os barcos de pesca podiam ser utilizados de tempos em tempos para missões secretas, e que, se o Almirante tivesse de dar o seu acordo à utilização de tal ou qual barco - um acordo que os ingleses também tinham vindo solicitar -, ele, por outro lado, nada tinha a saber sobre a missão que queriam confiar ao referido barco.
- 5 de fevereiro de 1941: Os ingleses, muito interessados em ajudar, pediram ao General, através de um oficial da missão Spears, a sua concordância em usar o La Brise, sem avisar “Passy” da sua intervenção. À tarde, “Passy” foi chamado para ver de Gaulle. Ele está de péssimo humor e, sem que “Passy” entenda os motivos dessa argumentação, por não ter conhecimento da intervenção britânica, o General grita com ele: “Você sempre se deixou enganar pelos ingleses do Serviço de Inteligência. Um garotinho como você não precisa assumir nenhuma responsabilidade". “Passy” retruca que “é estritamente impossível trabalhar em tais condições e numa atmosfera semelhante”.“Está bem”, respondeu o General, “a partir de hoje você não faz mais parte do meu estado-maior". Então, alguns segundos depois, ele se acalma e “Passy” explica-lhe as dificuldades que está encontrando: “Praticamente não temos meios, enquanto os ingleses têm tudo. Para nos desenvolvermos, temos de encontrar um modus vivendi com os britânicos que seja aceitável para ambas as partes. Só quando nos tornarmos indispensáveis é que seremos capazes de aumentar gradualmente a nossa independência. Não podemos esperar ser apreciados antes de obter resultados tangíveis. O importante é obtê-los, em grande número e o mais rápido possível." Um pouco abalado com a argumentação, o General ordena, no entanto, a "Passy" que "mantenha a linha contra os ingleses", acrescentando que pretende "ser o único a emitir as ordens relativas ao envio de missões à França".
- Enquanto isso, a SOE, chateada por se ver recusada o La Brise para recuperar pessoal francês, obteve a promessa do Almirantado Britânico de que colocaria um submarino à sua disposição.
- Outro debate, dentro do lado britânico, diz respeito ao facto de soldados em trajes civis ou uniformes saltarem de pára-quedas para tal missão.
- Todas as discussões desperdiçaram muito tempo e o período de lua cheia, único em que é possível saltar de paraquedas, foi perdido em fevereiro. A missão é adiada para a próxima lua, a de março.
- Março: No dia 2, o Coronel Archdale, designado oficial de ligação entre o estado-maior britânico e os voluntários pára-quedistas franceses, disse a Georges Bergé qual era a sua missão. “Você vai saltar de pára-quedas com cinco de seus homens sobre a França ocupada”, disse-lhe Archdale. Você será deixado à paisana em um campo localizado a dois quilômetros da estrada Vannes-Meucon. Seu objetivo: destrua um ou dois veículos inimigos e depois dirija-se ao ponto previsto para o seu regresso, a praia de Saint-Gilles-Croix-de-Vie, onde um submarino estará à sua espera. Bergé estuda cuidadosamente os mapas que Archdale lhe deu. Missão difícil, a ser quase totalmente improvisada, conclui. “Coronel, quero ter certeza de que assumirei a direção do comando que será lançado de paraquedas e que escolherei os homens que me acompanharão. Não tenho sob meu comando um oficial com maturidade suficiente para assumir tal responsabilidade." “Lamento ter de arriscar perder o comandante das Forças Pára-quedistas Francesas Livres, Bergé, mas estou autorizado a dar-lhe a minha concordância”, respondeu Archdale. “De Gaulle está ciente?" “Será em breve pelo General Gubbins...” No dia 6, Bergé foi convocado por de Gaulle à Casa de Santo Estêvão. “Eu aprovo o projeto”, disse-lhe o general. Exceto por um detalhe. Você cumprirá sua missão uniformizado…” Bergé, surpreso com essa ordem imprudente, bate os calcanhares, saúda e faz meia-volta. “Ao seu comando, General.” Na mesma noite, ele encontrou a solução: o comando saltará vestindo uma combinação de trajes da força aérea inglesa, o do Serviço Aéreo Especial, o SAS. Uma vez em terra, eles enterrarão o traje e os pára-quedas e se vestirão à paisana. O mau tempo impede a ação no início do mês. No dia 13, o Capitão Appleyard reuniu Bergé e seus quatro companheiros em um quartel no acampamento Ringway antes de partirem. Ele dá a todos uma carteira de identidade falsa, cartões de racionamento, chaves, um pacote de cigarros Gauloises abertos e dinheiro. Então ele lhes dá as instruções finais…

## Execução da missão
Na noite de 15 para 16 de março, a equipe de cinco soldados franceses embarcou em um bombardeiro Whitley, levando consigo dois contêineres de armas portáteis e uma "armadilha de rota" especialmente desenhada para a sua missão. À meia-noite, ela saltou de pára-quedas perto de Elven, perto de Vannes, sob a cobertura de uma incursão de bombardeio leve no campo de aviação. Ao amanhecer, os homens enterram seus equipamentos (pára-quedas e uniformes). Petit-Laurent é enviado para fazer reconhecimento. As informações que ele coleta não correspondem mais às informações recebidas em Londres: a maioria dos soldados alemães agora vive na própria base ou sai de Vannes pela manhã em um carro individual. Bergé decide abandonar o golpe de mão, mas quer aproveitar a presença deles na França: todos irão para a região da França que melhor conhecem e lá coletarão a maior quantidade de informações. Todos se encontrarão, dentro de duas semanas, na praia de Saint-Gilles-Croix-de-Vie (na Vendéia) onde um submarino estará esperando para levar a equipe de volta à Inglaterra. Um permanece em Vannes, Le Tac parte para Saint-Pabu, ao norte de Brest. Bergé e Forman vão para Paris, Nevers e Bordéus.
- Abril. No início do mês, Bergé, Forman e Le Tac estiveram na reunião agendada, enquanto Petit-Laurent e Renault estavam ausentes. Todos os três passaram várias noites malsucedidas acordados nas dunas, a poucos quilômetros ao norte da cidade. Durante a noite de 4 para 5, o submarino Tigris esteve lá, na costa de Saint-Gilles-Croix-de-Vie. O mar está ruim. Os marinheiros lançaram duas canoas, que viraram imediatamente. Com o terceiro, Geoffrey Appleyard conseguiu chegar à praia, falou com Bergé e Forman e voltou para o Tigris. Joël Le Tac deve ficar na praia. Nos dez dias seguintes, o Tigris terminou a sua patrulha. Aproveitando essas férias forçadas, Bergé escreveu um relatório completo sobre sua missão. Por sua vez, Le Tac regressou duas vezes com o seu irmão Yves Le Tac perto do aeródromo de Meucon na esperança de realizar a operação. Mas ele acaba desistindo.

## Avaliação da missão
- Os objetivos diretos da missão foram abandonados por necessidade.
- Mas o relatório de Bergé fornece muitas informações que a SOE procura em vão há meses e que lhe permitirão lançar operações no continente com maior confiança.
  - Evidência da popularidade do General de Gaulle junto aos franceses. Elas levam a SOE, mantendo a seção F independente, a criar uma seção RF que funciona de forma coordenada com a França Livre.
  - Método de validação: envio de agentes subversivos lançados discretamente de pára-quedas na França ocupada; seu movimento é bastante fácil; a sua recepção por uma proporção razoável de franceses; sua recuperação; etc.
  - Informações factuais sobre a vida cotidiana na França sob ocupação: suspensão do serviço de táxi; facilidade de viajar de trem; regras de toque de recolher; regulamentos de bicicletas; preço dos cigarros; documentos de identidade; cartões de racionamento; etc.
- A SOE aumentou a confiança no Serviço de Inteligência Francês (Service de renseignement, SR).

## Reconhecimento
Em Elven, no caminho para Questembert, uma estela comemora a operação.